# Per-Johan Axelsson
Per-Johan Axelsson (ur. 26 lutego 1975 w Kungälv) – szwedzki hokeista, reprezentant Szwecji.

## Kariera
- Frölunda HC (1993–1997)
- Boston Bruins (1997–2004)
- Frölunda HC (2004–2005)
- Boston Bruins (2005–2009)
- Frölunda HC (2009-2013)

Wychowanek Kungälvs IK. Wybrany przez Boston Bruins w drafcie w 1995 w 7. rundzie z numerem 177. Do 1997 grał w lidze szwedzkiej w Frölunda HC. W NHL od sezonu 1997/98. Od tego czasu Per Johan Axelsson miał stałe miejsce w składzie i należał do czołowych zawodników drużyny Boston Bruins. W czasie lokautu w NHL, w sezonie 2004/2005 występował w lidze szwedzkiej, w swoim dawnym klubie Frölunda HC. W następnym sezonie wrócił do NHL, do zespołu Boston Bruins, gdzie grał do 2009. Po zakończeniu sezonu 2009/2010 wrócił do ligi szwedzkiej i drużyny Frölunda HC. W 2013 zakończył karierę.
Potem został skautem dla Boston Bruins.

## Sukcesy
- Zimowe Igrzyska Olimpijskie 2006
- Mistrzostwa Świata w Hokeju na Lodzie 2004
- Mistrzostwa Świata w Hokeju na Lodzie 2003
- Mistrzostwa Świata w Hokeju na Lodzie 2002
- Mistrzostwa Świata w Hokeju na Lodzie 2001